# 奥罗巴圣山

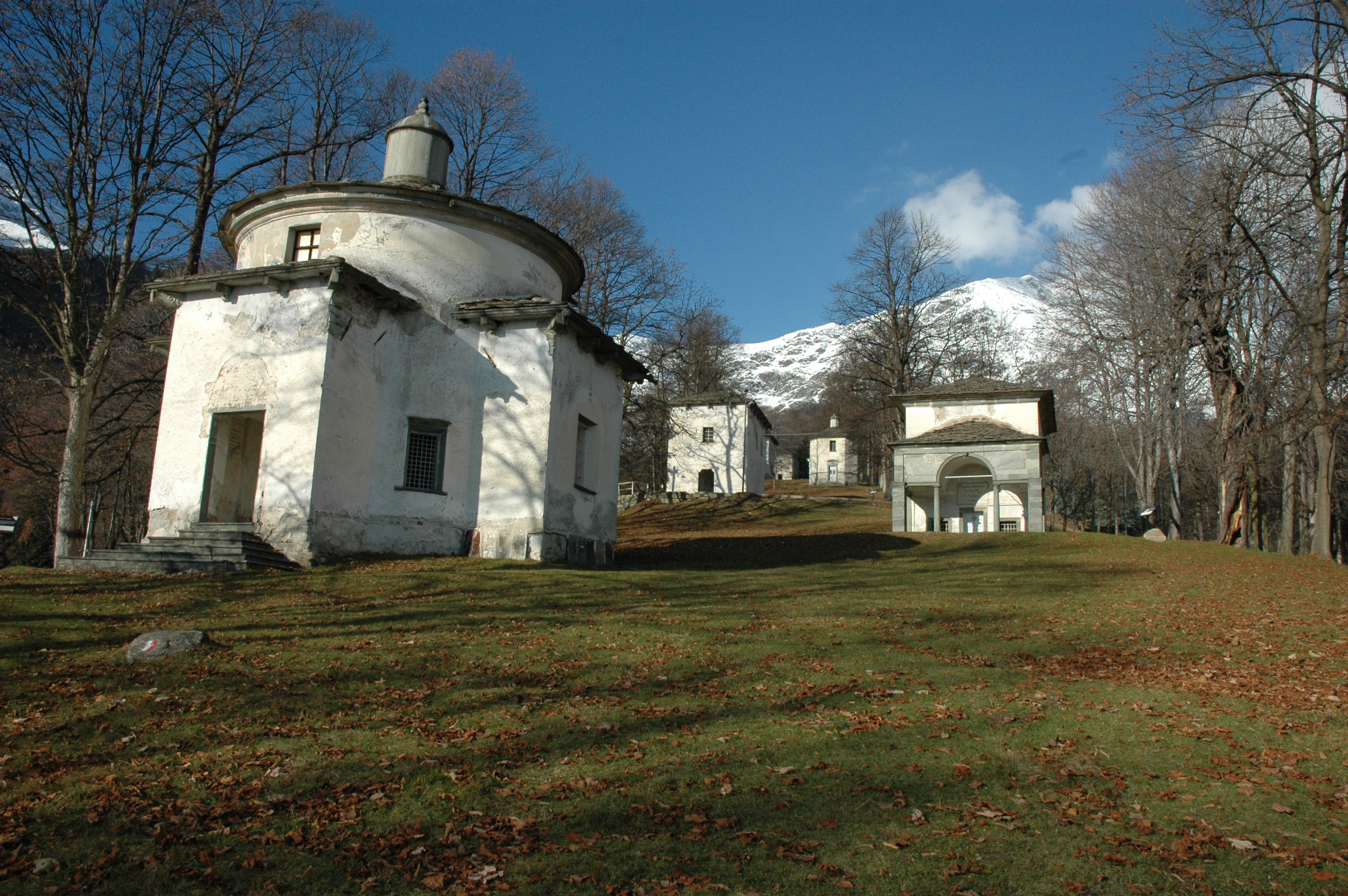

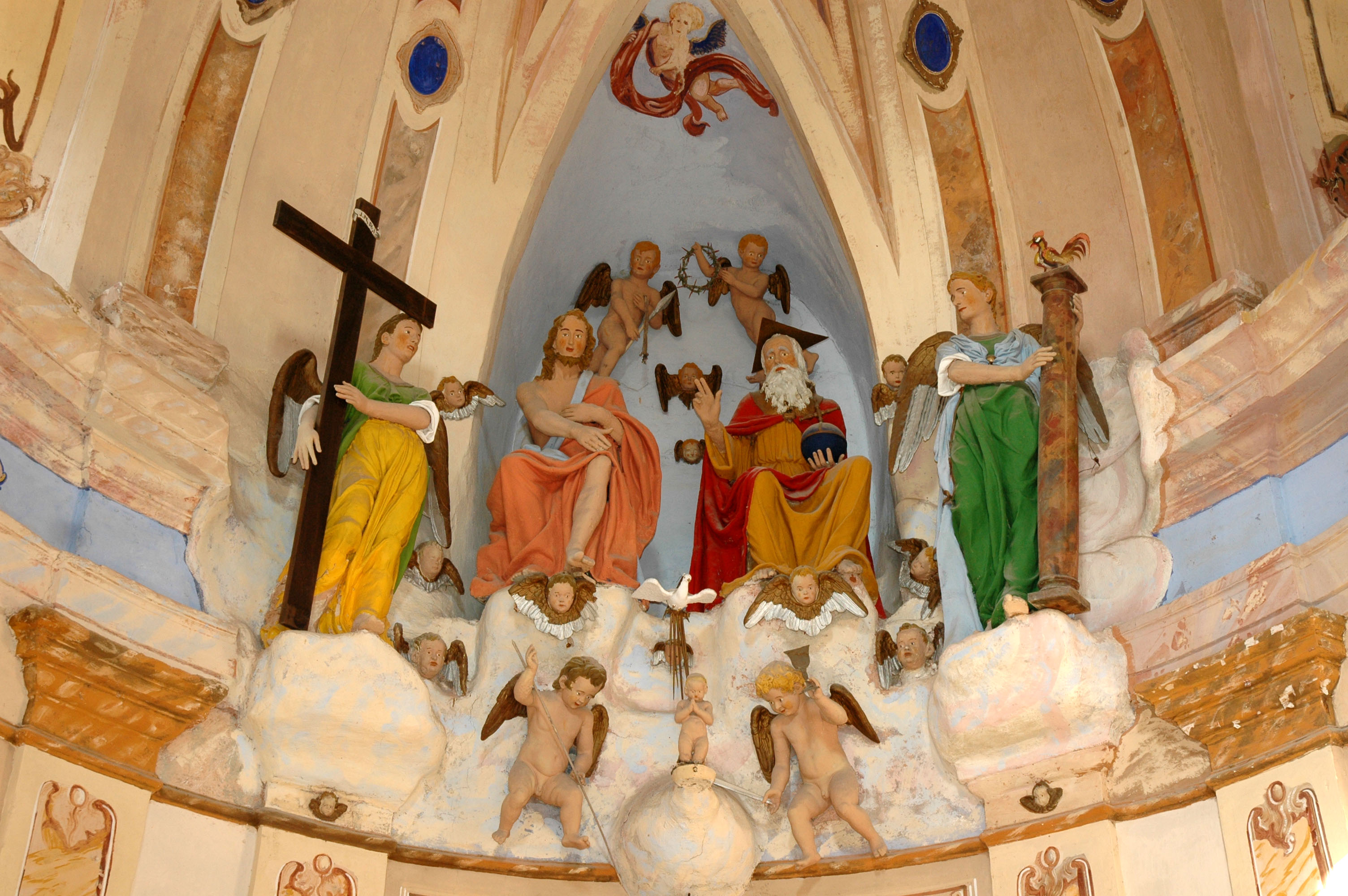

奥罗巴圣山（Sacro Monte di Oropa）是一座罗马天主教宗教圣地，位于意大利北部皮埃蒙特大区比耶拉省。它是世界遗产皮埃蒙特和伦巴第的圣山的9座圣山之一 ，也是科乌尔信仰之路（CoEur）上的中途站。
1617年开工建造，靠近原有的奥罗巴黑圣母朝圣地。它是皮埃蒙特最古老的圣母院之一，也是阿尔卑斯山地区最著名的圣母院之一。12座小堂（加上附近的另外7座）由一条朝圣小道连接在一起，在这些小堂内，展现了圣母玛利亚生平故事中的场景。人物的细微尺寸和表情、色调，以及生动、精确的情节设置，将游客包围在温暖的气氛中，从一个小堂上升到另一个，直到到达山顶上的天堂（第十五小堂-圣母加冕），是乔瓦尼（Giovanni）和安东尼奥·德恩里科（Antonio d'Enrico）兄弟的艺术作品，巴洛克风格，有156个人物。